# Cirriphyllum andinum
Cirriphyllum andinum är en bladmossart som beskrevs av Theodor Carl Karl Julius Herzog 1916. Cirriphyllum andinum ingår i släktet hårgräsmossor, och familjen Brachytheciaceae. Inga underarter finns listade i Catalogue of Life.